# Filmarche

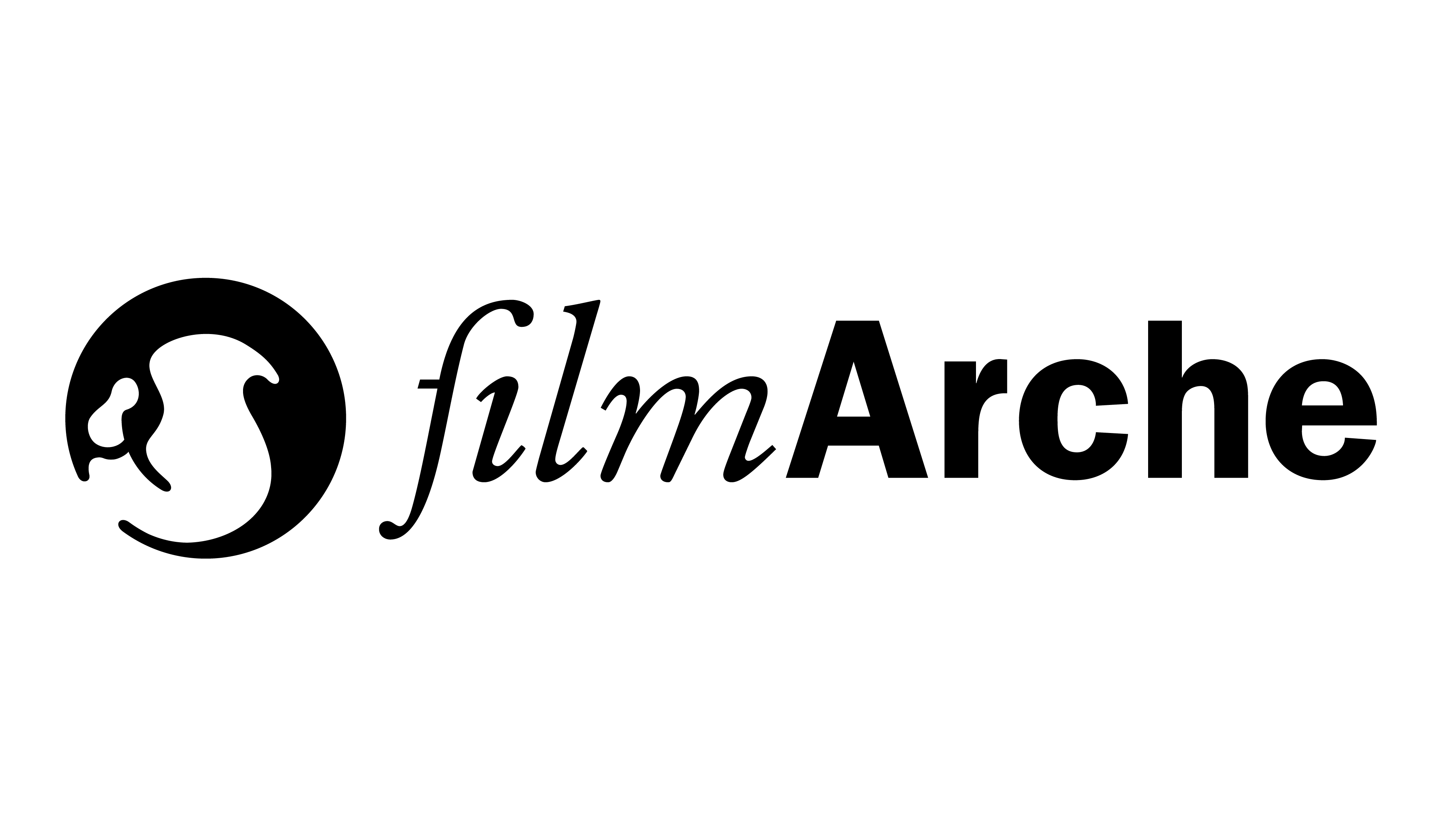
Logo der Filmarche

Die Filmarche (Eigenschreibweise filmArche) ist eine selbstorganisierte, staatlich nicht anerkannte, private Filmschule in Berlin-Neukölln, die 2001 ins Leben gerufen wurde und 2002 offiziell als eingetragener Verein gegründet wurde.
Die berufsbegleitenden Kurse der Filmarche sind autodidaktisch aufgebaut. Pro Jahrgang werden für sie seitdem für durchschnittlich 200 wechselnde Teilnehmende sechs Lehrgänge in den Bereichen Drehbuch, Kamera, Produktion, Regie, Schnitt und seit 2012 auch Dokumentarfilm-Regie angeboten. Zusätzlich findet im ersten Studienhalbjahr ein lehrgangsübergreifender „Grundkurs Film“ statt, der in die Grundlagen sämtlicher Teilbereiche des Filmemachens einführt. Das Studium wird durch Arbeitsgemeinschaften (Dokumentarfilm, Schauspiel, Filmgeschichte, Stoffentwicklung, Mise-en-scène, Compositing, Ton), Wochenendworkshops, Übungsprojekte und Ringvorlesungen (z. B. zum Thema Filmgeschichte) ergänzt. Die Workshops und Ringvorlesungen sind offene Veranstaltungen. In unregelmäßigen Abständen werden „Werkstattgespräche“ mit externen Filmschaffenden veranstaltet (z. B. mit Andreas Dresen, Andres Veiel und Sven Taddicken). Daneben existieren immer wieder Kooperationen mit Filmschulen und Organisationen in aller Welt. So beispielsweise eine Kooperation mit dem Goethe-Institut für das erste eigene Filmfestival im Sommer 2023.
Die Ausbildung an der Filmarche beginnt jedes Jahr im Oktober und dauert drei Jahre. Dabei liege die gewöhnliche Wochenstudienzeit bei 8 bis 20 Stunden. Die einzelnen Lehrgänge setzen sich aus zwölf bis 16 Mitgliedern zusammen. Jeder Teilnehmer dreht mindestens einen (Kurz-)Film pro Jahr, welcher Teil der Ausbildung ist. Die Teams setzen sich aus den einzelnen Departments eines Jahrgangs oder darüber hinaus zusammen.
Stand 2023 studieren, lehren und verwalten rund 115 aktive und finanzieren mit 90 passiven Mitglieder die Schule. Dazu bezahlen sie einen monatlichen Beitrag von 90 Euro. Der Bewerbungszeitrum ist zwischen März bis Ende Mai.
Unterstützer wie der Regisseur Dani Levy und Professoren von staatlichen Filmakademien wirken immer wieder mit. Am Aufbau der filmArche war unter anderem die Regisseurin Nora Fingscheidt und der Dokumentarfilmer Simon Brückner beteiligt.

## Bekannte Absolventen und Studierende
- Alex Bloom, deutscher Kameramann
- Simon Brückner (* 1978), deutscher Dokumentarfilmregisseur
- Nora Fingscheidt (* 1983), deutsche Regisseurin und Drehbuchautorin
- Hannes Hirsch, deutscher Filmemacher und Berlinale Teilnehmer mit dem Film "Drifter"[2]
- Jakob Lass (* 1981), deutscher Filmregisseur und Drehbuchautor
- Tom Lass (* 1983), deutscher Schauspieler und  Regisseur
- Claudia Reh (* 1970), deutsche Lichtkünstlerin